# Матюхова, Татьяна Валерьевна
Татья́на Вале́рьевна Матюхо́ва (род. 1969) — российская актриса. Заслуженная артистка Российской Федерации (2006).

## Биография
Окончила 8 среднюю школу в Вильнюсе. В 1993 году окончила ГИТИС (курс А. Бородина). С 1993 года работает в Российском академическом молодёжном театре.

## Творчество

### Работа в театре

#### РАМТ
- 2001 — «Стеклянный зверинец» Теннесси Уильямса. Режиссёр: Александр Огарёв — Лаура
- 2002 — «Сотворившая чудо» Уильяма Гибсона. Режиссёр: Юрий Ерёмин — Элен (Премия Международного фонда К. С. Станиславского, Премия Москвы в области литературы и искусства)
- 2004 — «Вишнёвый сад» Антона Павловича Чехова. Режиссёр: Алексей Бородин — Дуняша
- 2005 — «А зори здесь тихие» Бориса Васильева. Режиссёр: Александр Устюгов — Галя Четвертак
- 2005 — «Инь И Ян. Белая версия/Инь и Ян. Чёрная версия» Бориса Акунина. Режиссёр: Алексей Бородин -Глаша
- 2006 — «Сказки на всякий случай» Евгения Клюева. Режиссёр: В. Богатырёв
- 2006 — «Самоубийца» Николая Эрдмана. Режиссёр: Вениамин Смехов — Так
- 2007 — «Берег утопии. 1 часть. Путешествие» Тома Стоппарда. Режиссёр: Алексей Бородин — Варенька Бакунина
- «Берег утопии. 3 часть. Выброшенные на берег» — Иоанна Кинкель
- 2009 — «Приглашение на казнь» Владимира Набокова. Режиссёр: Павел Сафонов — Цецилия Ц.
- 2010 — «Чехов-GALA» по одноактным пьесам Антона Павловича Чехова. Режиссёр: Алексей Бородин — Мерчуткина («Юбилей»)
- 2011 — «Будденброки» Т. Манна. Режиссёр: Миндаугас Карбаускис — Ида

#### Независимый театральный проект
- 2005 — «Жестокие танцы»[1] Танцевальный марафон по мотивам романа Хораса Маккоя «Загнанных лошадей пристреливают, не правда ли?» — Руби
- 2012 — «Вы не по адресу»[2] по пьесе М. Камолетти — Софи

#### Московский драматический Театр им. К. С. Станиславского
- «Мастер и Маргарита» Сергея Алдонина — Гелла

### Работа в кино
- 1992 — «Раскол»
- 1992—1997 — «Мелочи жизни» — Юля
- 2006 — «Папа на все руки» — Продавщица
- 2006 — «Золотая тёща»
- 2003—2005 — «Саша+Маша»

### Работа на радио
- «Обрыв» — Марфинька
- Передача «Игровая комната» по рассказам Д. Хармса, А. Чехова, А. Аверченко и других русских классиков
- Художественная эпопея по А. Пушкину, «Русалочка» — Русалочка
- «Суламифь» Куприна — Суламифь
- «Фауст» Гёте — Маргарита

### Работа на телевидении
- Телеканал «Радость моя» — ведущая некоторых программ / принцесса в цикле «Про короля и принцессу» / другие персонажи

## Признание и награды
- Заслуженная артистка Российской Федерации (2006)
- Медаль ордена «За заслуги перед Отечеством» II степени (19 сентября 2019 года) — за заслуги в развитии отечественной культуры и искусства, многолетнюю плодотворную деятельность[3]
- Премия Правительства Российской Федерации в области культуры (17 декабря 2015 года) — за создание спектакля «Лада, или Радость» по повести Тимура Кибирова[4].